# جهنگی حامد
جهنگی حامد (به انگلیسی: Jhangi Hamid) یک شهر در پاکستان است که در اسلام‌آباد واقع شده‌است. جهنگی حامد ۱۱۷٬۵۹۱ نفر جمعیت دارد و ۴۹۹ متر بالاتر از سطح دریا واقع شده‌است.